# Хлупово
Хлу́пово (рос. Хлупово) — присілок у складі Половинського округу Курганської області, Росія.
Населення — 572 особи (2010, 708 у 2002).
Національний склад станом на 2002 рік:
- росіяни — 92 %